# Мі-Вук-Вілледж (Каліфорнія)
Мі-Вук-Вілледж (англ. Mi-Wuk Village) — переписна місцевість (CDP) в США, в окрузі Туолемі штату Каліфорнія. Населення — 935 осіб (2020).

## Географія
Мі-Вук-Вілледж розташоване за координатами 38°3′33″ пн. ш. 120°10′41″ зх. д. / 38.05917° пн. ш. 120.17806° зх. д. (38.059270, -120.178082).  За даними Бюро перепису населення США в 2010 році переписна місцевість мала площу 7,21 км², з яких 7,20 км² — суходіл та 0,01 км² — водойми.

### Клімат
| Клімат : Мі-Вук-Вілледж | Клімат : Мі-Вук-Вілледж | Клімат : Мі-Вук-Вілледж | Клімат : Мі-Вук-Вілледж | Клімат : Мі-Вук-Вілледж | Клімат : Мі-Вук-Вілледж | Клімат : Мі-Вук-Вілледж | Клімат : Мі-Вук-Вілледж | Клімат : Мі-Вук-Вілледж | Клімат : Мі-Вук-Вілледж | Клімат : Мі-Вук-Вілледж | Клімат : Мі-Вук-Вілледж | Клімат : Мі-Вук-Вілледж | Клімат : Мі-Вук-Вілледж |
| Показник                | Січ.                    | Лют.                    | Бер.                    | Квіт.                   | Трав.                   | Черв.                   | Лип.                    | Серп.                   | Вер.                    | Жовт.                   | Лист.                   | Груд.                   | Рік                     |
| Абсолютний максимум, °C | 22,8                    | 23,3                    | 26,7                    | 28,9                    | 33,3                    | 37,2                    | 40,6                    | 39,4                    | 37,2                    | 33,9                    | 27,8                    | 24,4                    | 40,6                    |
| Середній максимум, °C   | 9,2                     | 10,4                    | 12,3                    | 15,4                    | 20,4                    | 25,8                    | 30,7                    | 30,3                    | 26,5                    | 20,6                    | 13,3                    | 9,6                     | 18,7                    |
| Середній мінімум, °C    | −1,9                    | −1,6                    | −0,6                    | 1,4                     | 5,6                     | 9,6                     | 13,3                    | 12,9                    | 10,1                    | 5,7                     | 1,2                     | −1,5                    | 4,6                     |
| Абсолютний мінімум, °C  | −15,6                   | −18,9                   | −14,4                   | −10                     | −5,6                    | −1,7                    | 3,9                     | 1,7                     | −1,1                    | −8,3                    | −11,1                   | −19,4                   | −19,4                   |
| Норма опадів, мм        | 229                     | 201                     | 168                     | 102                     | 51                      | 18                      | 3                       | 5                       | 23                      | 66                      | 142                     | 193                     | 1201                    |
| ----------------------- | ----------------------- | ----------------------- | ----------------------- | ----------------------- | ----------------------- | ----------------------- | ----------------------- | ----------------------- | ----------------------- | ----------------------- | ----------------------- | ----------------------- | ----------------------- |
| Джерело: Weatherbase    |                         |                         |                         |                         |                         |                         |                         |                         |                         |                         |                         |                         |                         |

## Демографія
Згідно з переписом 2010 року, у переписній місцевості мешкала 941 особа в 417 домогосподарствах у складі 279 родин. Густота населення становила 131 особа/км².  Було 1159 помешкань (161/км²).
Расовий склад населення:
| - 92,6 % — білих - 1,8 % — корінних американців - 0,5 % — чорних або афроамериканців - 0,3 % — азіатів - 1,2 % — осіб інших рас |

До двох чи більше рас належало 3,6 %. Частка іспаномовних становила 7,5 % від усіх жителів.
За віковим діапазоном населення розподілялося таким чином: 17,0 % — особи молодші 18 років, 61,5 % — особи у віці 18—64 років, 21,5 % — особи у віці 65 років та старші. Медіана віку мешканця становила 50,9 року. На 100 осіб жіночої статі у переписній місцевості припадало 104,1 чоловіків;  на 100 жінок у віці від 18 років та старших — 97,2 чоловіків також старших 18 років.
Середній дохід на одне домашнє господарство  становив 76 350 доларів США (медіана — 54 758), а середній дохід на одну сім'ю — 71 516 доларів (медіана — 70 345). За межею бідності перебувало 11,2 % осіб, у тому числі 0,0 % дітей у віці до 18 років та 0,0 % осіб у віці 65 років та старших.
Цивільне працевлаштоване населення становило 193 особи. Основні галузі зайнятості: мистецтво, розваги та відпочинок — 48,7 %, будівництво — 19,7 %, науковці, спеціалісти, менеджери — 14,0 %, публічна адміністрація — 11,4 %.